# Rhabdoweisia crispata
Rhabdoweisia crispata (Gekräuseltes Streifenperlmoos) ist eine Laubmoos-Art aus der Familie Oncophoraceae.

## Merkmale
Die Stämmchen von Rhabdoweisia crispata sind bis 2 Zentimeter hoch, die Blätter sind lineal-lanzettlich, zugespitzt und im oberen Drittel oder nur in der Blattspitze gezähnt. Die Laminazellen sind im oben quadratisch, unten rechteckig und 2- bis 4-mal so lang wie breit. Sporogone sind meist vorhanden. Die Peristomzähne sind linealisch-lanzettlich und bis 190 Mikrometer lang.

## Standortansprüche
Das Moos wächst auf kalkfreien Felsen an feucht-schattigen und geschützten Standorten wie Spalten oder Nischen, meist über einer dünnen Humusauflage.

## Verbreitung
In Deutschland, Österreich und der Schweiz sind die Vorkommen auf die Alpen und Mittelgebirge beschränkt. Im übrigen Europa ist das Moos schwerpunktmäßig in den nordwestlichen Teilen verbreitet, im Mittelmeergebiet fehlt es. Weiters kommt es in Asien (besonders Ostasien, Java, Neuguinea), Nord- und Südamerika sowie in Südafrika vor.